# Maxime Dastugue
Pour les articles homonymes, voir Dastugue.
Pierre Jean Delphin Maxime Dastugue né le 11 juin 1851 à Castelnau-Magnoac (Hautes-Pyrénées) et mort le 23 octobre 1909 dans le 18e arrondissement de Paris, est un peintre français.

## Biographie
Élève de Jean-Léon Gérôme, Maxime Dastugue se fait connaître essentiellement comme portraitiste et expose au Salon des artistes français de 1876 à 1908.
Les nombreuses toiles rapportées de ses séjours en Égypte en font encore aujourd'hui un peintre orientaliste apprécié.
Mort le 23 octobre 1909 à son domicile de la rue Hégésippe-Moreau dans le 18e arrondissement de Paris, il est inhumé le surlendemain 25 octobre au cimetière parisien de Saint-Ouen (7e division).

## Distinctions
- Médaille de 3e classe décernée par le jury de la section de peintures au Salon de 1892[7].

## Expositions

### Salon des artistes français
Salon de 1876
- Portrait de Mme E. de V…[8] (n° 565).

Salon de 1877
- Baigneuse (no 612).

Salon de 1878
- Portrait de Mlle Carol, artiste de l'Opéra-Comique (no 642).

Salon de 1879
- Portrait de Mlle L. L… (no 836).
- Baigneuses (no 837).

Salon de 1880
- Idylle (no 983)[9].
- Portrait d'homme (no 984).

Salon de 1881
- Bacchante et faune (no 599).
- Portrait de Mme D… (no 600).

Salon de 1882
- La Rentrée des foins en Gascogne (no 725)[10].
- Portrait de M. E. La Fayette, sénateur (no 726).

Salon de 1883
- Les Semailles (no 666)[11].
- Sur le sable (no 667).

Salon de 1884
- Le Lévite d'Éphraîm (no 660).
- Avenue du Bois de Boulogne, matin (no 661).

Salon de 1885
- La Récolte des pommes de terre (Hautes-Pyrénées) (no 692).
- Femmes au bain (no 693).

Salon de 1886
- Portrait de Mlle E. L… (no 659).
- Portrait de Mme M. B… (no 660).

Salon de 1887
- Portrait de M. B… (no 667).

Salon de 1888
- Portrait de M. le capitaine de L… (no 714).

Salon de 1889
- La Fuite en Égypte (no 714).
- Coin de village arabe (no 715).

Salon de 1890
- Portrait de l'auteur (no 674).
- Un village en Égypte (no 675).

Salon de 1891
- Marché d'esclaves au Caire (no 435).
- Portrait de Mme … (no 436).

Salon de 1892
- Anniversaire (no 484)[12].
- Portrait de M. Henry Jamin[13] (no 485).

Salon de 1893
- Femme à la toilette (no 495).
- Portrait de Mme D… (no 496).

Salon de 1894
- Vieux pêcheur au bord de la mer (no 522).

Salon de 1896
- Portrait de Mme A. B… (no 564).

Salon de 1897
- Portrait de Mme X… (no 454).

Salon de 1898
- Portrait de Mlle B… (no 573).

Salon de 1899
- Ève (no 353).
- Portrait du Dr S… (no 354).

Salon de 1900
- Portrait de Mme A… (no 367).

Salon de 1901
- Portrait du président Magnaud (no 573).
- Portrait de Mme E. de F… (no 574).

Salon de 1902
- Portrait de Mlle Jeanne Saulier, des Variétés (pastel).
- Portrait de M. Jalonques, président de la Cour d'appel de Paris.

Salon de 1903
- Portrait de M. F. de L., professeur d'ophtalmologie[14] (no 481).

Salon de 1904
- Mon portrait (no 306).

Salon de 1905
- Portrait de Mme Perrault[15] (no 526).

Salon de 1906
- Portrait du docteur T… [16] (no 460).

Salon de 1907
- Vieille femme en prière (no 467).

### Autres lieux d'exposition
- Exposition de la Société des amis des arts de Seine-et-Oise de 1883 au château de Versailles : Idylle et Intérieur de paysans.
- Exposition de la Société des amis des arts du département de la Somme de 1885 : Dans la cuisine (no 156)[17].
- Exposition de la Société des amis des arts du département de la Somme de 1887 : Nice (étude) (no 120).
- Exposition universelle  de 1889 à Paris : Portrait de Mme… (no 392) ; Portrait de Mme G… (no 393).
- Exposition de l'Union artistique de Toulouse de 1890 : La Fuite en Égypte[18].
- Exposition de l'Union artistique de Toulouse de 1892 : Ma Mère.
- Exposition de la Société des amis des arts de Nantes de 1893 : Vieux pécheur au bord de la mer[19].
- Exposition universelle, internationale et coloniale de Lyon de 1894 : Femme à la toilette[20].
- Exposition de l'Union artistique de Toulouse de 1896 : La jeune fille, Une rue au Caire et Le marché aux cuivres[21].
- Exposition artistique et rétrospective de la Société archéologique de Tarn-et-Garonne de 1897 à Montauban : Portrait du général Vincendon.
- Salon de la Société des peintres et sculpteurs de chevaux de 1903 au Grand Palais : Les Courses au Bois de Boulogne ; Le Saut de la rivière du huit à Auteuil et Le Cuirassier blessé[22].
- Expositions de la Société des amis des arts de Pau : 
  - Salon de 1882 : La Nymphe endormie (n° 230)[23].
  - Salon de 1883 : Saint Jérôme[24].
  - Salon de 1891 : Femmes au bain.
  - Salon de 1901 : L'Anniversaire (n° 122).
  - Salon de 1902 : Le Pêcheur de crevettes.
  - Salon de 1908 : Une rue à San Pedro Pasaye
  - Salon de 1909 : Avenue du Bois de Boulogne.

## Œuvres dans les collections publiques
Auch, musée des Jacobins
- Portrait de Guillaume Pujos[25].
- Le Lévite d'Éphraïm (Salon de 1884). Don d'Henri Gage.
- Italienne. Achat de la Ville d'Auch (1880).

Lectoure, musée de Peinture
- Les Semailles (Salon de 1883). Achat et dépôt de l'État.

Nérac, château-musée Henri IV
- La Fuite en Égypte (Salon de 1889). Achat et dépôt de l'État.

Tarbes, musée Massey
- Baigneuses (Salon de 1879). Don d'Anselme Dalias.
- Anniversaire de deuil (Salon de 1892). Don de l'État en 1904[26].
- Autoportrait[27].
- Portrait d'Anne Caze, mère de l'artiste[27].

Le Puy-en-Velay, musée Crozatier
- Portrait d'Edmond de Lafayette, sénateur de la Haute-Loire (Salon de 1882). Don de Ludovic Eynac en 1901[28].

Versailles, musée national du château de Versailles
- Portrait d'Honoré de Balzac, d'après Louis Boulanger[29]. Dépôt du musée d'Orsay.

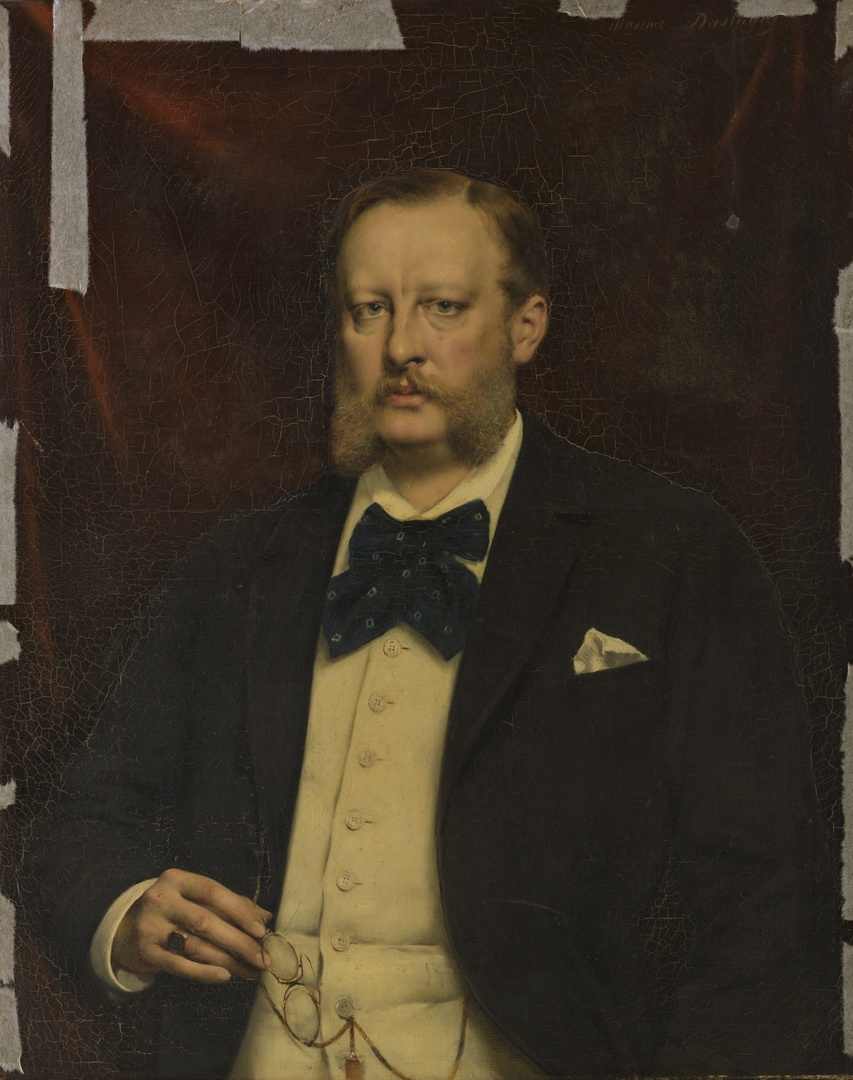
Leopold Frans Willem Ernst van Binckhorst. Maastricht, Bonnefantenmuseum.
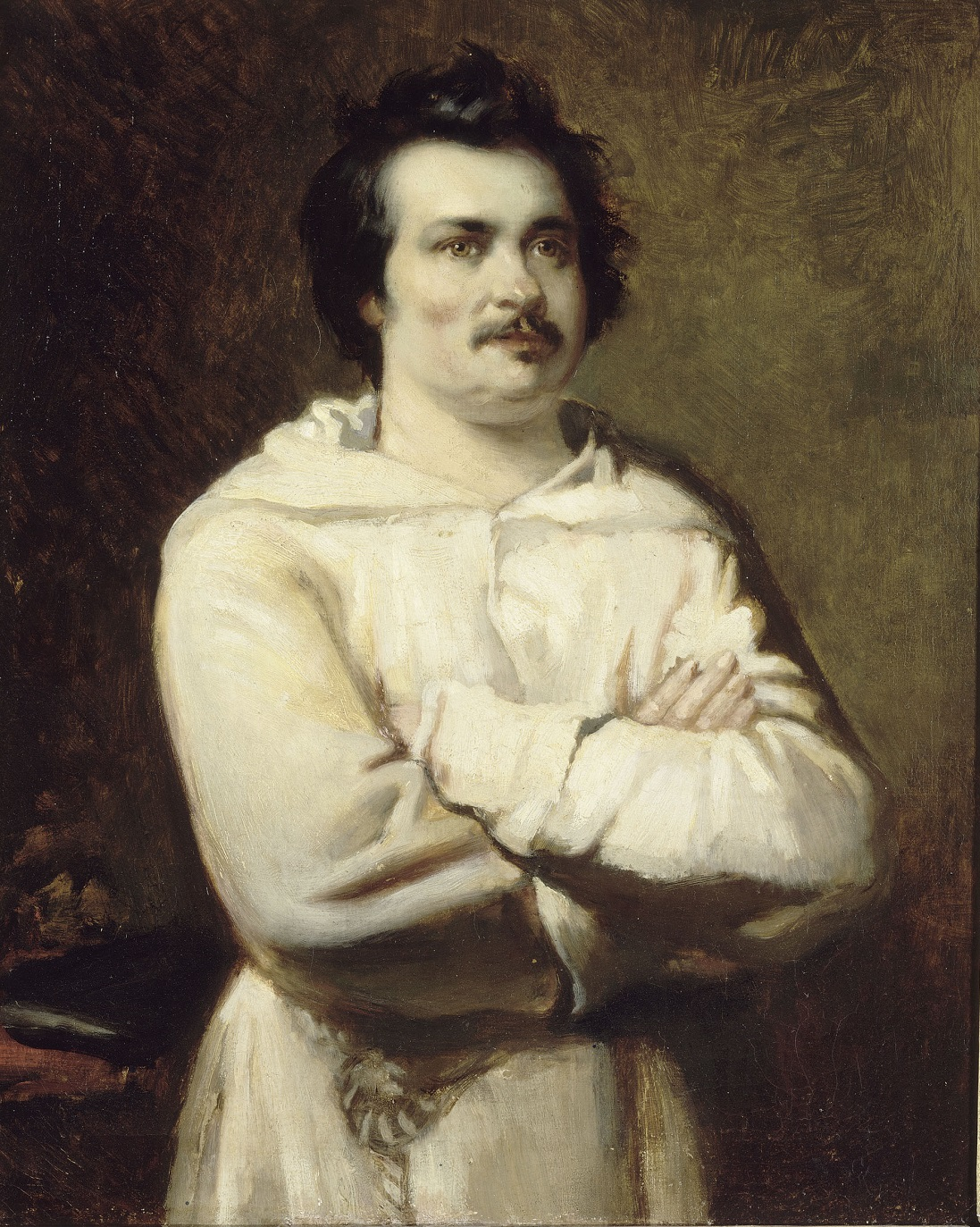
Portrait d'Honoré de Balzac, d'après Louis Boulanger, 1886. Musée national du château de Versailles.
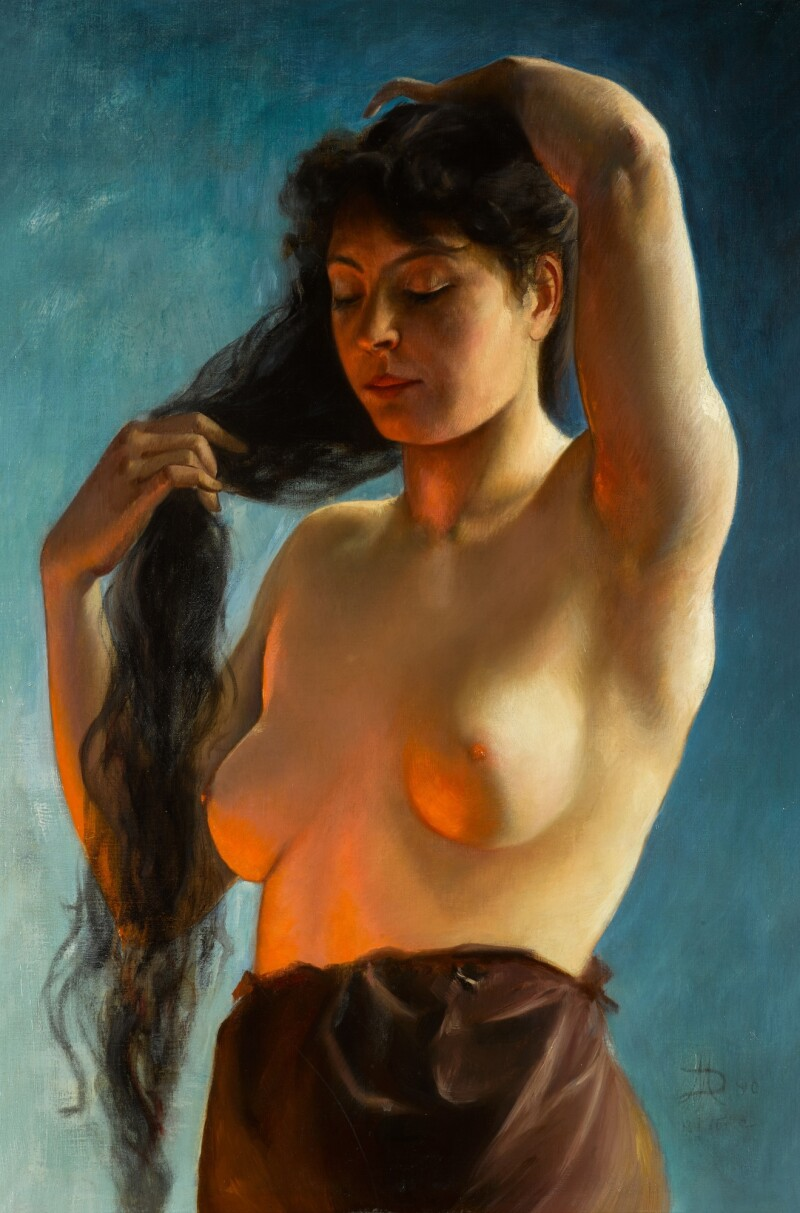
La Belle aux cheveux noirs, 1890. Peut-être le même que la Femme à sa toilette exposé au Salon de 1893.

## Élèves
- Eugène Bastié (1856-1928), sculpteur[30] présent aux Salons de 1885, 1886, 1888 et 1892[31].
- Maxime Kouck (Salons de 1886[32] et 1889[33]).
- Eugénie Adam Le Néru (Salons de 1883, 1886 et 1892). Auteure d'un buste en plâtre de Maxime Dastugue exposé au Salon de 1886[34].